# Combattimenti di Saint-Tropez
La battaglia di Saint-Tropez è stata una piccola azione navale degli inglesi contro la flotta spagnola nel porto neutrale francese di Saint-Tropez. Esso rientra nel contesto della guerra anglo-spagnola.

## Antefatti
Gli inglesi cercavano di ingaggiare battaglia con la flotta spagnola nel Mediterraneo. Usando i porti del loro alleato piemontese, come Villafranca, l'ammiraglio Richard Lestock aveva ordini di sorprendere la flotta nemica. Nel 1742, bloccò la costa francese perché una flotta spagnola si era rifugiata nel porto di Tolone.

## La battaglia
il 13 giugno 1742 il capitano Norris vide cinque galee spagnole ancorate a Sainte Marguerite Island. Le galee si rifugiarono nel porto francese di Saint-Tropez e il governatore si rifiutò di costringerli a tornare in alto mare. In seguito al rifiuto e ad alcuni colpi sparati dalle navi spagnole Norris diede ordine alla nave incendiaria Duke, al comando di Smith Callis, di attaccare le galere. Entrata nel porto la Duke riuscì a bruciarle tutte. I marinai spagnoli sopravvissuti si unirono quindi alla flotta di Juan José Navarro a Tolone.
La Francia protestò formalmente per la violazione della propria neutralità, ma era che gli spagnoli stessero utilizzando porti francesi come base per le loro operazioni. Da parte britannica, il capitano Callis della nave incendiaria Duke ricevette una medaglia d'oro da Giorgio II; da parte spagnola, Don Donato Domas fu sottoposto a corte marziale ma successivamente assolto per aver adempiuto al suo dovere. Questo affare contribuì ad aumentare la tensione tra Francia e Inghilterra fino a quando la guerra tra i due paesi fu ufficialmente dichiarata nel 1744.